# Bracon alejandromarini
Bracon alejandromarini (лат.) — вид паразитических наездников из семейства браконид, отряда перепончатокрылых. Эндемик Коста-Рики. B. alejandromarini назван в честь Alejandro Marin за его вклад в поддержку фонда охраны лесов GDFCF (Guanacaste Dry Forest Conservation Fund) и заповедной территории Гуанакасте (ACG, Area de Concervacion de Guanacaste, провинция Гуанакасте, Коста-Рика).

## Описание
Длина тела около 3 мм. Основная окраска жёлтая (нижняя часть брюшка и ноги), коричневая и чёрная (голова, грудь, верх брюшка), усики чёрные. Выделение вида произведено на основании молекулярного баркодирования последовательности нуклеотидов по цитохром оксидазе COI. Биология  неизвестна. Предположительно, как и другие виды рода может паразитировать на гусеницах разных видов бабочек в качестве эктопаразитоида. Вид был впервые описан в 2021 году американским гименоптерологом Michael J. Sharkey (The Hymenoptera Institute, Redlands, США) по типовым материалам из Коста-Рики.